# Oxytropis recognita
Oxytropis recognita är en ärtväxtart som beskrevs av Aleksandr Andrejevitj Bunge. Oxytropis recognita ingår i släktet klovedlar, och familjen ärtväxter. Inga underarter finns listade i Catalogue of Life.